# Catoblepia amphirhoë
Catoblepia amphirhoë är en fjärilsart som beskrevs av Jacob Hübner 1822-1826. Catoblepia amphirhoë ingår i släktet Catoblepia och familjen praktfjärilar. Inga underarter finns listade i Catalogue of Life.